# القرين الوسطى (ذي ناعم)

تعديل مصدري - تعديل

القرين الوسطى هي إحدى قرى عزلة المنقطع بمديرية ذي ناعم التابعة لمحافظة البيضاء، بلغ تعداد سكانها 302 نسمة حسب تعداد اليمن لعام 2004.